# 앙드레 아유
앙드레 모르강 라미 아유(프랑스어: André Morgan Rami Ayew, 1989년 12월 17일 ~ )는 가나의 축구 선수로, 현재 리그 1의 르아브르 소속이다. 그는 흔히 줄여서 데데(Dédé)로 불리기도 한다. 그의 주 포지션은 윙어지만 세컨드 스트라이커로도 활동하기도 한다. 그는 세 차례 아프리카 올해의 축구 선수상을 수상했고, FIFA 100에 선정됐던 아베디 펠레의 둘째 아들로, 그의 형인 이브라힘 아유와 동생인 조르당 아유도 축구 선수이다.
아유는 가나 프리미어리그의 나냐에서 축구를 시작하였다. 그는 14세의 나이로 이 클럽에 데뷔하였다. 2005년, 그는 그의 아버지의 친정 클럽인 마르세유로 이적하였고, 2007-08 시즌에 1군으로 승격하기 전, 아유는 클럽의 유소년팀에서 활약하였다. 그리고 아유는 두 시즌 동안 로리앙과 아를 아비뇽으로 임대되었고, 후자의 경우 팀의 첫 리그 1 승격을 도왔다. 2010년, 아유는 마르세유로 돌아와 디디에 데샹 감독 하에 팀의 주축 선수가 되었다.
프랑스 출신이지만, 아유는 가나 축구 국가대표팀 일원이다. 그는 U-20 대표팀의 주축 선수이자 주장으로 2009년 아프리카 U-20 챔피언쉽과 2009년 FIFA U-20 월드컵의 우승 주역이다. 2007년 8월 21일, 아유는 런던 뉴 덴 스타디움에서 세네갈과의 친선 경기에서 성인 대표팀 데뷔 전을 치루었다. 그는 2008년, 2010년, 2012년 세 차례 아프리카 네이션스컵에 참여하였고, 2010년 FIFA 월드컵에 참여하였다. 2011년 12월 16일, 그는 BBC 아프리카 올해의 축구 선수로 선정되었다.
2015년 6월 스완지 시티 AFC로 이적이 확정되었고, 등번호는 10번을 받았다. 2018년 1월 31일, 스완지 시티 AFC로 복귀할 때는 19번을 받았다.

## 사생활
아유는 릴의 아롱디스망에 위치한 코뮌인 세클랭 출신으로, 가나인 부모님 사이에서 태어났다. 그의 아버지, 아베디 펠레는 프로 축구 선수로, 당시 릴 소속이었다. 그의 아버지는 전통적인 축구 가문 출신이다. 아유는 크와메 아유와 솔라 아유의 조카이고, 이들 둘도 축구선수였다. 아유는 축구인 형제가 있는데, 형 이브라힘 아유와 동생 조르당 아유가 바로 그들이다. 이 외에도 자매 이마니가 있다. 이브라힘은 전에 이집트의 자말렉에서 활약한 적이 있으며, 현재 벨기에의 리르서 소속이다. 그의 동생 조던은 아스톤 빌라 소속이다.

## 클럽 경력

### 초기 경력
아유는 10세의 나이로 그의 아버지가 회장을 맡으며, 가나 아크라를 연고로 하는 나냐에서 축구계에 입문하였다. 이 클럽의 유소년 아카데미에서 4년을 보낸 후, 아유는 14세의 나이로 1군에 합류하였다. 그는 1군에 속해있으면서도, 여전히 2004년 U-19 알트스테텐과 같은 유소년팀 대회에 참여하였다. 알트스테텐 대회에서 그는 토너먼트 인기 선수가 되었다. 아유는 나냐 FC에서 2년간 더 머물다가 프랑스로 돌아왔고, 그의 아버지 친정클럽인 올랭피크 드 마르세유로 이적하였다. 아유는 유소년팀 계약을 맺고 U-17 유소년팀에 편성되었다. 그곳에서 그는 한 시즌 동안 11골을 기록하며, 감독과 팀동료를 놀라게 하였다. 아유는 또한 살로몽 올렘베, 하비브 베예, 빅상트 리자라쥐와 같은 1군 선수들과 훈련하였다. 두 시즌 동안 유소년 팀에서 활약한 후인 2007년 5월 27일, 아유는 처음으로 프로 계약을 3년 맺었다. 그는 공식적으로 1군에 승격되어 29번 등번호를 받았다.

### 올랭피크 드 마르세유
2007년 8월 15일 발랑시엔전에서 모드스트 음바미와 89분에 교체되어 프로리그 데뷔전을 치루었다. 마르세유는 이 경기에서 1-2로 패하였다. 11월 6일, 그는 이스타디우 두 드라강에서 열린 포르투갈 리그 챔피언 FC 포르투와의 UEFA 챔피언스리그 경기에서 레프트 윙 바우더베인 젠던을 대신하여 데뷔전을 치루었다. 이 경기에서 아유는 교체되어 나가기 전까지 77분을 출전하였다. 마르세유는 1-2로 패하였지만, 그는 포르투 라이트 백 조제 보싱와를 효과적으로 상대하여 언론의 칭찬을 들었다. 5일 후, 아유는 스타드 드 젤랑에서 올랭피크 리옹을 상대로 첫 선발출전하였다. 아유는 이 경기에서 이변의 2-1 승리를 일구어내며, 존재감을 과시하였다. 아유는 2007-08 시즌 동안 13경기에 출전하였고, 리그에서 9번, 컵에서 2번, 챔피언스리그에서 2번씩 각각 출전하였다. 아유는 첫 시즌을 보낸 후 프리미어리그의 아스널 FC로부터 £5M의 이적제안을 받았다. 그러나, 이 제안은 마르세유에 의해 거절되었다.

#### 임대 이적

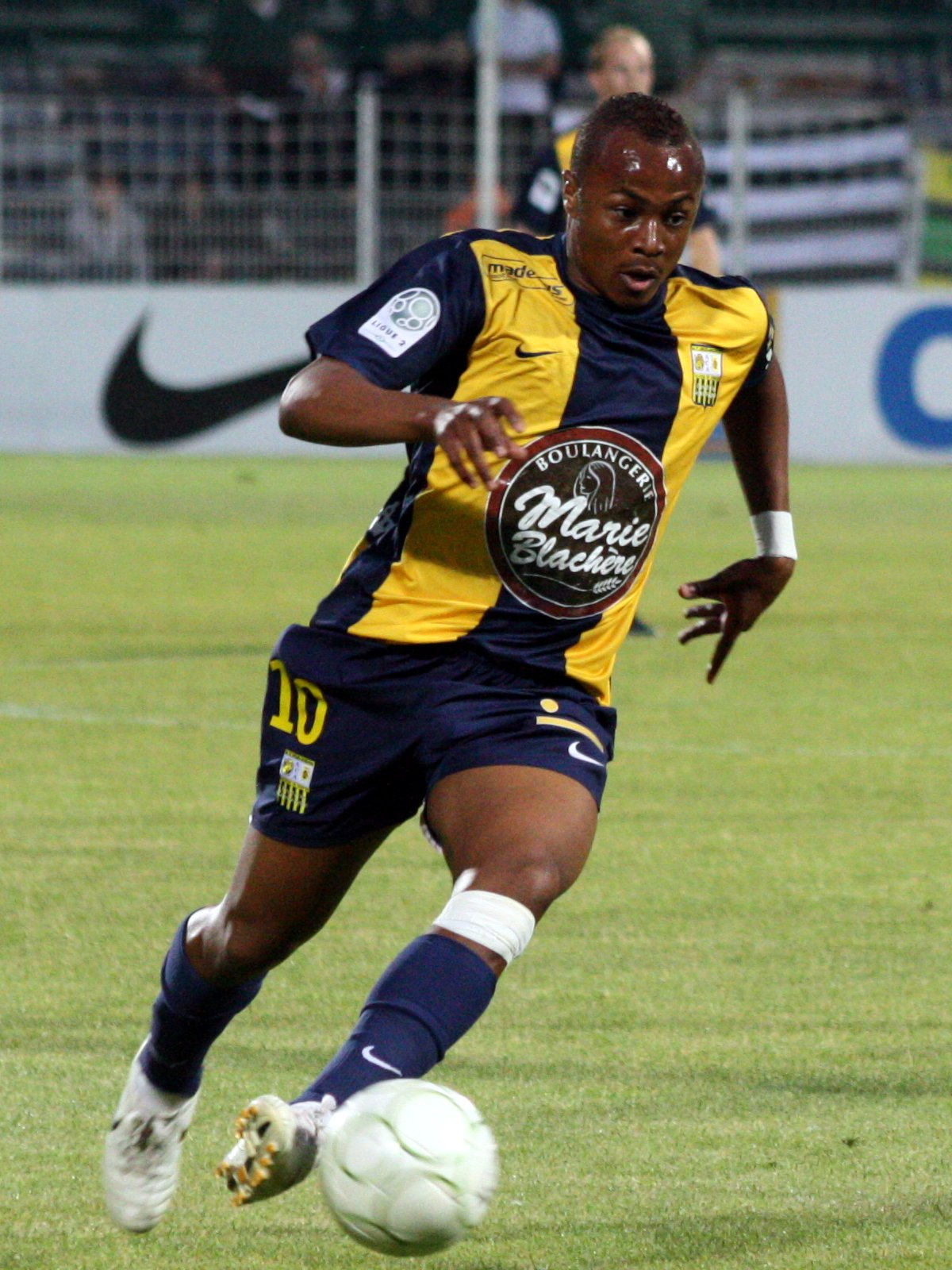
2009년 아를 아비뇽의 아유

2008-09 시즌, 아유의 등번호는 8번으로 변경되었으나, 하템 벤 아르파, 실뱅 윌토르, 바카리 코네, 그리고 마마누 사마사가 마르세유에 합류함에 따라, 그의 지위는 잉여자원으로 전락하였고, 이에 따라 아유는 마르세유와 같은 리그에 속한 FC 로리앙으로 한 시즌간 임대되었다. 아유는 크리스티앙 구르퀴프 감독에 의해 파브리스 아브릴, 케빈 가메이루, 라픽 사이피 등과 공격 주축에 편성하였고, 2008년 8월 16일, 득점 없는 무승부로 끝난 올랭피크 리옹전에서 데뷔하였다. 2008년 9월 27일, 아유는 FC 소쇼 몽벨리아르전에서 프로 계약 이후 첫골을 득점하였다. 그는 이 경기에서 선제골을 득점하였으나, 소속팀은 동점골을 허용하여 1-1로 비겼다. 1달 후, 그는 AS 생테티엔전에서 2번째골을 기록하였고, 로리앙은 4-1 승리를 거두었다. 그의 초반 성공에도 불구하고, 아유는 교체 선수로 출장하는데 그쳤다. 그는 2008-09 시즌 동안 22경기에 출장하여 3골을 득점하는데 그쳤고, 2009년 6월 30일에 올랭피크 드 마르세유로 복귀하였다.
2달 후인 2009년 8월 31일, 이적시장 마지막 날에, 신임 감독 디디에 데샹은 리그 2에 새로 승격된 AC 아를 아비뇽으로 2009-10 시즌 동안 임대될 것이라고 밝혔다. 아를 아비뇽에서 그는 10번 등번호를 받았고, 그가 선호하는 라이트 윙에 배치되었다. 9월 11일, 앙제 SCO전에서 교체 출장하며 아비뇽 데뷔전을 치루었고, 팀은 1-1 무승부를 거두었다. 그 다음주, 그는 투르 FC전에서 골을 기록하였으나, 아비뇽은 2-4로 패하였다. 그는 전반기에 매경기 출장하였으나, 2010년 아프리카 네이션스컵으로 인해 1월 한달동안 소속팀 경기에 출장하지 못하였다. 아유는 2010년 2월 5일에 소속팀으로 돌아와 잔여기간 동안 모든 경기에 선발로 출전하였다. 2010년 4월 9일, 승격 경쟁에서, 아유는 르아브르 AC전에서 2골을 기록하였고, 팀의 2-1 승리 주역이 되었다. 그 다음주, 그는 EA 갱강전에서 선제골을 기록하였고, 소속팀은 1-1 무승부를 거두었다. 5월 14일의 클레르몽 푸트전에서의 1-0 승리는 아를 아비뇽의 승격을 확정시켰다. 아유는 이 경기에 선발로 출장하여 풀타임을 소화하였다. 그는 아를 아비뇽 소속으로 26경기에 출장하여 4득점을 기록하였다.

#### 올랭피크 드 마르세유 복귀

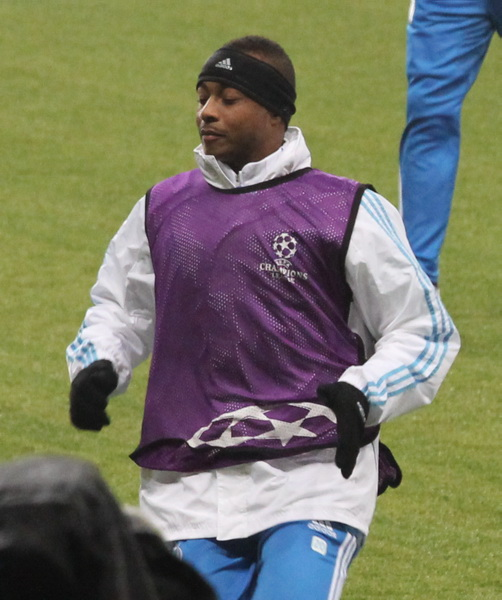
2010년 마르세유의 아유

아를 아비뇽에서 성공적인 시즌을 보낸 아유는 2010년 5월 16일에 마르세유 감독 디디에 데샹으로부터 2010-11 시즌 복귀를 확인받았고 더 중대한 책임을 맡길 것이라고 발표하였다. 8월 5일, 아유는 마르세유와 3년 연장계약을 체결하였다. 이 계약으로 그는 2014년 6월까지 마르세유 선수 신분으로 남게 되었다. 로이크 레미가 팀에 합류하였음에도 불구하고, 데샹 감독은 아유를 주전으로 내세웠다. 발랑시엔 FC와의 리그 2라운드 경기에서, 그는 시즌 첫골을 기록하였으나, 마르세유는 2-3으로 패하였다. 9월 국가대항전 이후, 그는 AC 아를 아비뇽을 상대로 2골을 기록하여 3-0 승리를 견인하였다. 쿠프 드 라 리그에서, 아유는 16강 상대 EA 갱강과 8강 상대 AS 모나코 FC와의 경기에서 각각 결승골을 기록하였다. 2010년 11월 20일, 그는 툴루즈 FC를 상대로 결승골을 기록하였다. 그는 경기종료 2분을 남겨놓고 골을 기록하였다. 2011년 4월 27일, 아유는 OGC 니스전에서 프로계약 이후 처음으로 해트트릭을 달성하였고, 마르세유는 4-2 승리를 거두었다. 그의 남동생 조르당은 이 경기에서 나머지 한골을 득점하였다. 그의 시즌 내내 좋은 성과로 인해, 아유는 리그 1 올해의 신인 선수로 마뱅 마탱, 얀 음빌라와 더불어 선정되었다. 아유는 2010-11 시즌 마르세유의 최고 선수로 선정되었다.
아유는 2011년 7월 27일, 모로코의 스타드 드 탕제르에서 열린 2011년 트로페 데 샹피옹에서 선발 명단에 포함되었다. 이 경기에서 그는 90분에 성공한 페널티킥을 포함하여 해트트릭을 기록하였고, 마르세유는 극적인 5-4 승리를 거두었다.

### 스완지 시티 AFC
2015년 6월 11일(한국시간), 스완지 시티 AFC로의 영입이 발표되었다. 계약기간은 4년이다.

## 국가대표팀 경력
그는 프랑스와 가나의 이중 국적을 가짐에 따라, 프랑스와 가나 어느쪽이든 선택 할 수 있었다. 그는 가나 축구 협회의 제안을 받지 않음에 따라 처음에 프랑스 국가대표를 선택하려고 하였다. 그러나 그의 아버지의 조국이 가나였다는 점때문에 가나 국가대표를 선호한다고 밝혔다. 아유는 프랑스 U-18 국가대표팀 훈련에 차출 제의를 받았다. 2007년, 그는 프랑스 U-21팀 차출 제안을 거부하였다. 아유는 가나 축구 협회에 "지금 프랑스 단 한 군데에서만 제안을 받았으므로, 선택이 한가지밖에 없다."라고 경고하였다. 2007년 8월 7일, 아유는 클로드 르 로이 감독에 의해 가나 축구 국가대표팀에 8월 21일 세네갈전을 앞두고 처음으로 차출되었다. 그는 이 경기의 막판에 교체되어 데뷔전을 치렀다. 2008년 1월 11일, 아유는 2008년 아프리카 네이션스컵 참가를 위해 가나 국가대표팀에 다시 한번 차출되었다.
유소년 대표팀에서, 아유는 가나의 U-20 대표팀 일원으로 주장이 되어, 2009년 아프리카 U-20 챔피언십과 2009년 FIFA U-20 월드컵 우승 주역이 되었다. 아프리카 U-20 챔피언십에서, 아유는 카메룬과 남아프리카 공화국을 상대로 한 골씩 기록하였다. 챔피언쉽에서의 남아공 준결승전 4-3 승리에 이어 다시 만난 카메룬을 2-0으로 꺾으며 우승한 가나는 2009년 FIFA U-20 월드컵 본선에 진출하였다. 이 대회에서 아유는 잉글랜드전에서 두골을 기록, 4-0 승리를 이끌어냈고, 16강전에서 남아공전에서 1-1 동점골을 기록하였다. 같은 경기에서 가나는 도미닉 아디이아의 연장전 결승골로 8강에 진출하였다. 아유의 가나는 이후 대한민국, 헝가리, 브라질을 차례로 무너뜨리고 우승을 하였다. 가나는 브라질과의 결승전에서 승부차기끝에 4-3 승리를 거두었다. 아유는 첫 키커로 나서서 성공하였다.
아유가 참여한 두 번째 메이저 국가대항전 대회는 2010년 아프리카 네이션스컵이었다. 2010년 1월 19일, 부르키나파소와의 조별리그 최종전에서, 그는 30분에 헤딩으로 첫 국가대표팀 득점을 하였다. 가나는 이 경기에서 1-0으로 승리하고, 결승까지 진출하였으나, 결승전에서 이집트에 0-1로 패하였다. 아유는 이 대회의 가나가 관여한 5경기에 모두 출전하였다. 2010년 5월 7일, 아유는 밀로반 라예비치 가나 감독에 의해 2010년 FIFA 월드컵에 참여하는 30인 명단에 포함되어 있었다. 그는 나중에 형 이브라힘 아유와 함께 최종 23인 엔트리에 포함되었다. 6월 12일, 아유는 세르비아를 상대로 경험이 더 많은 설리 문타리를 대신하여 출전하였다. 이로써, 그는 FIFA 월드컵 데뷔전을 치렀다. 그는 이후 오스트레일리아와 독일과의 나머지 조별리그 2경기에 출장하였고, 가나는 죽음의 D조를 2위로 통과하였다. 가나의 16강 상대는 미국으로, 아유는 미국 수비를 찌르며 아사모아 기안의 결승골을 어시스트하였다. 그의 경기에서의 성과로, 아유는 FIFA로부터 경기 MVP로 선정하였다. 그러나, 아유는 16강전에서 2번째 옐로우 카드를 받음에 따라 우루과이와의 8강전에 참가하지 못하였고, 가나는 승부차기 끝에 패하였다.
아유는 H조에 편성된 가나가 2022년 FIFA 월드컵에 진출하는 것을 도왔다. 그의 대회 참가로 아유는 지난 세 번의 월드컵에 출전한 유일한 가나 선수가 되었다. 가나의 조별 리그 첫 경기에서 아유는 포르투갈을 상대로 결국 3-2로 패배하는 과정에서 73분에 동점골을 넣어 1-1로 동점을 만들었다. 대한민국을 3-2로 이긴 가나는 우루과이와의 조별 리그 최종전에서 승리 또는 무승부를 기록해야 진출할 수 있었고, 아유에게 조기 페널티킥을 얻어냈다. 하지만, 아유는 그의 시도가 막아내는 것을 보게 되었고, 우루과이는 전반전에 두 골을 넣었다. 하프타임에, 아유와 그의 동생 조르당은 교체 투입되었지만, 득점선은 변하지 않고 2-0으로 마쳐 가나를 조 4위로 집으로 돌려보냈다.

## 사생활
그는 실천적인 무슬림이다. 아유는 오랜 여자친구인 이본과 결혼하여 아들 하나를 두고 있다.

## 경력
- 2008년 아프리카 네이션스컵 국가대표
- 2009년 아프리카 청소년 축구 선수권 대회 국가대표
- 2009년 FIFA U-20 월드컵 국가대표
- 2010년 아프리카 네이션스컵 국가대표
- 2010년 FIFA 월드컵 국가대표
- 2012년 아프리카 네이션스컵 국가대표
- 2014년 FIFA 월드컵 국가대표

## 수상
마르세유
- 트로페 데 샹피옹 : 2010, 2011[49]
- 쿠프 드 라 리그 : 2010-11, 2011-12[49]

 가나
- 2008년 아프리카 네이션스컵 3위
- 2009년 아프리카 청소년 축구 선수권 대회 우승
- 2009년 FIFA U-20 월드컵 우승
- 2010년 아프리카 네이션스컵 준우승
- 2012년 아프리카 네이션스컵 4위

개인
- 2010년 FIFA 월드컵 맨 오브 더 매치 : vs. 미국 (16강전)
- 2011년 가나 올해의 선수상
- 2011년 BBC 아프리카 올해의 선수상

## 같이 보기
- A매치 100경기 이상 출전한 축구 선수 명단